# ななな ゆに=ば〜す
『ななな ゆに=ば〜す』は、華師による日本の漫画作品。
『月刊コミック電撃大王』（アスキー・メディアワークス）2010年8月号に39ページ読み切りで掲載された。

## ストーリー
高校生、天野川夕は、幼少時にミミサ・フォン・ブラウンとジャコビニ流星群を見てから幾年が過ぎたある日、ナナナ・フォン・ファーレンハイトに出会った。彼女は何者かに狙われていた。

## 登場人物
天野川 夕（あまのがわ ゆう）
物理の苦手な高校生。両親は科学者で、ミミサはそこに勤務していた。
ナナナ・フォン・ファーレンハイト
小学生のような姿だが、ミミサの遺伝子を受け継ぐクローンで、天才的な科学者。人間国家機密であり、ナナナは漢字では七名と書く。夕と同じくミミサをミミ姉と呼ぶ。ミミサの日記を読んだ事で、夕とミミサしか知らない秘密を知っている。ミミサの日記を持っており、それを元にネガティブリフレクティブマント等を製作した。体内に発信機のチップが埋め込まれており、半径5mは治外法権で、X-48ステルス機等を呼び出すことが可能。
ミミサ・フォン・ブラウン
夕の初恋の相手だが、渡米後に事故で亡くなった。日記を遺した。
ニヤ
ナナナの警護のメイド長で、武術の達人。生体工学義手を備える。
反政府連中
ナナナを狙う。